# Strefa Gamo Gofa

Mapa regionów i stref Etiopii.

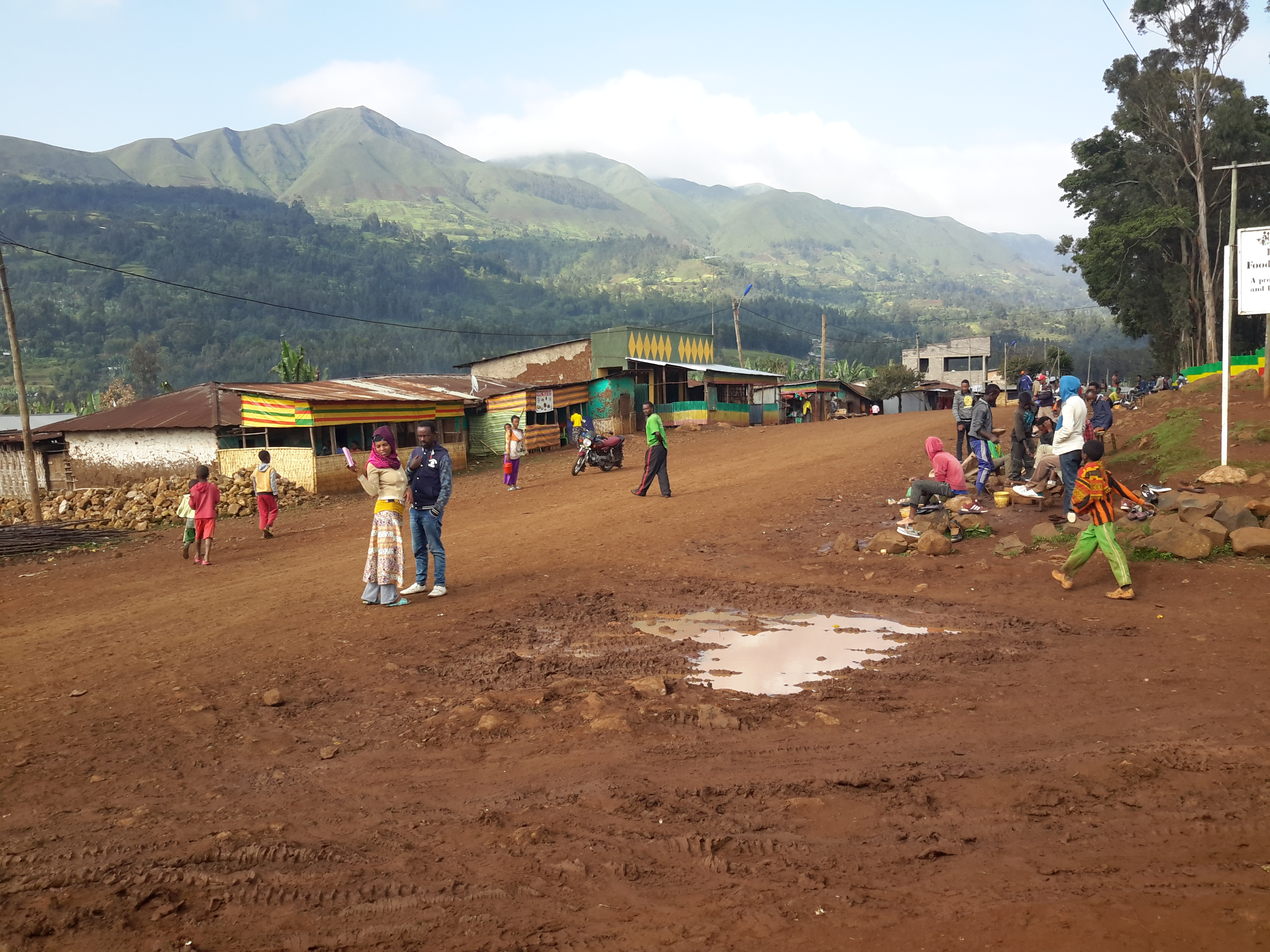
Główna droga miasteczka Zala.

Strefa Gamo Gofa (Gamo Gofa Zone) – obszar administracyjny w Etiopii, w Regionie Narodów, Narodowości i Ludów Południa. Strefa bierze swoją nazwę od ludów Gamo i Gofa, które ją zamieszkują. 
Centrum administracyjne strefy stanowi miasto Arba Minch. Inne ważniejsze miejscowości to: Sawla, Chencha, Bulki, Kemba, Zefine i Zala. Według spisu z 2007 roku strefę zamieszkiwało blisko 1,6 mln mieszkańców na powierzchni 18 011 km² (88 osób/km²).
Na wschodniej granicy strefy znajdują się dwa duże jeziora: Abbaja Hajk i Chamo, a pomiędzy nimi ustanowiony jest Park Narodowy Necz Sar. Najwyższy szczyt to góra Gughe (4207 m n.p.m.). 

## Demografia
Do największych grup etnicznych zgłoszonych w strefie należą Gamo (64,6%), Gofa (22,1%), Ojda (2,4%), Amharowie (2,3%), Wolaita (1,9%) i Basketo (1,4%). Pozostałe grupy etniczne obejmowały 5,3% populacji. Pod względem religijnym przeważają protestanci (53,4%), następnie są etiopscy prawosławni (31,5%) i wyznawcy tradycyjnych religii plemiennych (11,1%). 

## Podział administracyjny
W skład strefy wchodzi 17 wored:
| - Arba Minch - Arba Minch Zuria - Bonke - Boreda - Chencha - Demba Gofa - Dita - Deramalo - Geze Gofa - Kemba - Kucha - Melokoza - Mirab Abaya - Oyda - Sawla - Uba Debretsehay - Zala |